# Дзевановский, Сергей Юрьевич
Серге́й Ю́рьевич Дзевано́вский (30 декабря 1947, Ленинград — 25 мая 2012, Санкт-Петербург) — советский и российский музыкант и преподаватель. Директор Хорового училища имени Глинки. Заслуженный работник культуры Российской Федерации (1995). Лауреат Государственной премии Российской Федерации (2010).

## Биография
В 1971 году окончил фортепианный факультет Ленинградской государственной консерватории имени Н. А. Римского-Корсакова по классу профессора В. В. Нильсена. С 1972 года начал преподавать фортепиано в хоровом училище имени Глинки, а в 1988 году стал его директором.

## Достижения в области преподавания
Хоровое училище имени М. И. Глинки ведёт свою историю от основанного в XV веке хора малолетних певчих при хоре государевых певчих дьяков. Это учебное заведение все годы своего существования играло ключевую роль в подготовке музыкантов, в формировании русской музыкальной культуры. Уникальные традиции училища в значительной степени сохранены и развиты благодаря усилиям С. Дзевановского, возглавляющего его с 1988 года.
По состоянию на 2010 год училище является единственным учебным заведением в России, где обучаются мальчики с 6-7-летнего возраста из различных регионов. Под руководством и при непосредственном участии С. Дзевановского разработан уникальный учебный план, а также комплекс учебных программ для его реализации. Создав коллектив единомышленников, С. Дзевановский сумел вернуть училищу ведущую роль в подготовке музыкантов высочайшего класса, превратить его в лучшее певческое учебное учреждение России с превосходной материальной базой, обширной коллекцией музыкальных инструментов, отличной организацией учебного процесса и отдыха, гастрольных и концертных поездок учащихся. Многие из выпускников училища занимают достойное место в музыкальной жизни России.
Хор мальчиков училища завоевал признание слушателей и высокую оценку профессиональных музыкантов. За годы руководства С. Дзевановского существенно изменился и усложнился его репертуар, основанный на мировой классической, русской духовной и светской музыке, русских народных песнях.
Роль С. Дзевановского в воспитании плеяды блестящих музыкантов, сохранении и преумножении русской хоровой традиции, популяризации фундаментальных культурных ценностей России оценена Государственной премией Российской Федерации в области литературы и искусства 2009 года за вклад в развитие российского образования и воспитание талантливых музыкантов.
Умер 25 мая 2012 года. Похоронен на Северном кладбище Санкт-Петербурга.

## Награды и звания
- Заслуженный работник культуры Российской Федерации (10 марта 1995 года) — за заслуги в области культуры и многолетнюю плодотворную работу[3]
- Почётный диплом Законодательного Собрания Санкт-Петербурга (10 декабря 1997 года) — за заслуги в развитии культуры и искусства в Санкт-Петербурге и в связи с 50-летием со дня рождения[4]
- Благодарность Законодательного Собрания Санкт-Петербурга (26 января 2005 года) — за существенный личный вклад в развитие образования и культуры в Санкт-Петербурге и в связи с 525-летием со дня основания[5].
- Орден Почёта (19 мая 2005 года) — за заслуги в области культуры и искусства, многолетнюю плодотворную деятельность[6]
- Почётный диплом Законодательного Собрания Санкт-Петербурга (19 декабря 2007 года) — за выдающийся личный вклад в развитие образования, культуры и искусства в Санкт-Петербурге, многолетнюю добросовестную профессиональную деятельность и в связи с 60-летием со дня рождения[7]
- Государственная премия Российской Федерации в области литературы и искусства 2009 года (6 июня 2010 года) — за вклад в развитие российского образования и воспитание талантливых музыкантов